# Прапор Великодолинського
Пра́пор Великодоли́нського — офіційний символ селища Великодолинське Одеського району Одеської області, затверджений 4 вересня 2008 р. № 715-V рішенням Великодолинської селищної ради.
На блакитному квадратному полотнищі жовтий трикутник, який відходить від верхнього і тягнеться до нижнього краю полотнища, на ньому блакитне виноградне ґроно з зеленим листом, обтяжене щитком, поділеним ромбовидно білим і блакитним за допомогою розтинів і скошень справа, жовтий птах Фенікс з червоними очима і кінчиками крил.